# Ruszów (gromada w powiecie zgorzeleckim)
Ruszów – dawna gromada, czyli najmniejsza jednostka podziału terytorialnego Polskiej Rzeczypospolitej Ludowej w latach 1954–1972.
Gromady, z gromadzkimi radami narodowymi (GRN) jako organami władzy najniższego stopnia na wsi, funkcjonowały od reformy reorganizującej administrację wiejską przeprowadzonej jesienią 1954 do momentu ich zniesienia z dniem 1 stycznia 1973, tym samym wypierając organizację gminną w latach 1954–1972.
Gromadę Ruszów z siedzibą GRN w Ruszowie utworzono – jako jedną z 8759 gromad na obszarze Polski – w powiecie zgorzeleckim w woj. wrocławskim, na mocy uchwały nr 34/54 WRN we Wrocławiu z dnia 2 października 1954. W skład jednostki weszły obszary dotychczasowych gromad Ruszów i Kościelna Wieś oraz część lasów państwowych będąca w administracji nadleśnictw Ruszów i Zapałów – ze zniesionej gminy Ruszów w tymże powiecie. Dla gromady ustalono 14 członków gromadzkiej rady narodowej.
1 stycznia 1960 do gromady Ruszów włączono obszar zniesionej gromady Jagodzin w tymże powiecie.
Gromada przetrwała do końca 1972 roku, czyli do kolejnej reformy gminnej.